# Tommie Agee
Tommie Lee Agee (ur. 9 sierpnia 1942, zm. 22 stycznia 2001) – amerykański baseballista, który występował na pozycji środkowozapolowego. Był członkiem mistrzowskiego zespołu z 1969, któremu nadano przydomek Miracle Mets.
Przed rozpoczęciem sezonu 1958 podpisał kontrakt jako wolny agent z Cleveland Indians i początkowo grał w klubach farmerskich tego zespołu, między innymi w Jacksonville Suns, reprezentującym poziom Triple-A. W Major League Baseball zadebiutował 14 września 1962 w meczu przeciwko Minnesota Twins jako pinch hitter. W ciągu trzech lat występów w organizacji Indians, grał głównie w niższych ligach.
W styczniu 1965 w ramach wymiany zawodników pomiędzy trzema klubami przeszedł do Chicago White Sox. W  1965 rozegrał 106 meczów w zespole farmerskim White Sox Indianapolis Indians. Podczas spring training 1966 wywalczył sobie miejsce w podstawowym składzie White Sox i w meczu otwarcia sezonu zasadniczego z Los Angeles Angels of Anaheim zdobył dwupunktowego home runa. W tym samym roku po raz pierwszy zagrał w Meczu Gwiazd, zaliczył 12 asyst (3. wynik w AL spośród zapolowych) i 365 putoutów (1. wynik w AL spośród środkowozapolowych) i po raz pierwszy zdobył Złotą Rękawicę, a także został wybrany najlepszym debiutantem w American League.
W grudniu 1967 w ramach wymiany przeszedł do New York Mets. W 1969 zagrał we wszystkich meczach World Series, w których Mets pokonali Baltimore Orioles 4–1. W meczu numer 3 zapobiegł zdobyciu przez Orioles pięciu runów, łapiąc dwukrotnie na zapolu wysoko odbitą piłkę; Mets wygrali to spotkanie 5–0. 6 lipca 1970 w meczu przeciwko St. Louis Cardinals na Shea Stadium zaliczył cycle jako drugi zawodnik w historii klubu. Grał jeszcze w Houston Astros i St. Louis Cardinals.
Zmarł na atak serca 22 stycznia 2001. W 2002 został uhonorowany członkostwem w New York Mets Hall of Fame.
| Nagroda/wyróżnienie         | Lata       | Źródło      |
| 2× All-Star                 | 1966, 1967 | [ 2 ]       |
| 2× Gold Glove Award         | 1966, 1970 | [ 2 ]       |
| AL Rookie of the Year Award | 1966       | [ 2 ]       |
| Zwycięzca w World Series    | 1969       | [ 2 ] [ 5 ] |